# 水晶杯
水晶杯，1990年出土於浙江省杭州市半山鎮石塘村的戰國墓地，現藏杭州市文物考古研究所。是中華人民共和國國家一級文物，2002年列入禁止出國（境）展覽的文物名單。

## 形制
此杯為天然水晶製成，高15.4厘米，敞口，平唇，斜壁，圓底，圈足外撇。表面經過拋光處理，光滑透明，無紋飾，內有海綿狀自然結晶。

## 链接
- 央視官方頻道 - 穿越时空的水晶杯 （页面存档备份，存于）